# Scottish FA Cup 1953/54
Der Scottish FA Cup wurde 1953/54 zum 69. Mal ausgespielt. Der wichtigste Fußball-Pokalwettbewerb im schottischen Vereinsfußball wurde vom Schottischen Fußballverband geleitet und ausgetragen. Er begann am 30. Januar 1954 und endete mit dem Finale am 24. April 1954 im Hampden Park von Glasgow. Als Titelverteidiger starteten die Glasgow Rangers in den Wettbewerb, die im Finale des Vorjahres gegen den FC Aberdeen gewannen. Im diesjährigen Endspiel um den Schottischen Pokal standen sich Celtic Glasgow und erneut der FC Aberdeen gegenüber. Für Celtic war es das insgesamt 23. Endspiel im schottischen Pokal seit 1889. Die Dons erreichten das Finale zum zweiten Mal in Folge, und zum vierten Mal insgesamt seit 1937. Celtic gewann das Endspiel mit 2:1 und damit den 17. Pokalsieg seit 1892. Der FC Aberdeen verlor nach 1937 und 1953 das dritte von vier Endspielen. Einzig 1947 gelang ein Sieg über Hibernian Edinburgh. In der Saison 1953/54 wurde Celtic zudem zum 20. Mal Schottischer Meister und gewann zum vierten Mal nach 1907, 1908 und 1914 das Double. Der unterlegene Finalist aus Aberdeen wurde in der Meisterschaft Tabellenneunter. Den Ligapokal gewann der FC East Fife.

## 1. Runde
Ausgetragen wurden die Begegnungen am 30. Januar 1954. Die Wiederholungsspiele fanden zwischen dem 3. und 9. Februar 1954 statt.
|                   | Ergebnis |                       |
| ----------------- | -------- | --------------------- |
| Alloa Athletic    | 1:3      | FC Clyde              |
| Berwick Rangers   | 7:0      | FC East Stirlingshire |
| FC East Fife      | 0:3      | Queen of the South    |
| FC Fraserburgh    | 5:4      | Leith Athletic        |
| Inverness Thistle | 3:3      | Hamilton Academical   |
| FC Montrose       | 0:1      | Peebles Rovers        |
| Greenock Morton   | 3:2      | Dundee United         |
| Partick Thistle   | 1:0      | Airdrieonians FC      |
| Glasgow Rangers   | 2:0      | FC Queen’s Park       |
| FC St. Johnstone  | 1:2      | Hibernian Edinburgh   |
| FC St. Mirren     | 1:2      | FC Motherwell         |
| Stirling Albion   | 2:1      | FC Dumbarton          |
| FC Stranraer      | 1:4      | Dunfermline Athletic  |
| Third Lanark      | 2:2      | FC Stenhousemuir      |

### Wiederholungsspiele
|                     | Ergebnis  |                   |
| ------------------- | --------- | ----------------- |
| FC Stenhousemuir    | 0:0 n. V. | Third Lanark      |
| Hamilton Academical | 3:1       | Inverness Thistle |

### 2. Wiederholungsspiel
|              | Ergebnis |                  |
| ------------ | -------- | ---------------- |
| Third Lanark | 1:0      | FC Stenhousemuir |

## 2. Runde
Ausgetragen wurden die Begegnungen am 13. und 17. Februar 1954. Die Wiederholungsspiele fanden zwischen dem 17. und 22. Februar 1954 statt. 
|                     | Ergebnis |                      |
| ------------------- | -------- | -------------------- |
| Albion Rovers       | 1:1      | FC Dundee            |
| Berwick Rangers     | 5:1      | Ayr United           |
| Brechin City        | 2:3      | Hamilton Academical  |
| FC Coldstream       | 1:10     | Raith Rovers         |
| FC Duns             | 0:8      | FC Aberdeen          |
| FC Fraserburgh      | 0:3      | Heart of Midlothian  |
| Hibernian Edinburgh | 7:0      | FC Clyde             |
| Greenock Morton     | 4:0      | FC Cowdenbeath       |
| FC Motherwell       | 5:2      | Dunfermline Athletic |
| Peebles Rovers      | 1:1      | Buckie Thistle       |
| Queen of the South  | 3:0      | Forfar Athletic      |
| Glasgow Rangers     | 2:2      | FC Kilmarnock        |
| Tarff Rovers        | 1:9      | Partick Thistle      |
| Third Lanark        | 7:2      | FC Deveronvale       |
| FC Falkirk          | 1:2      | Celtic Glasgow       |
| Stirling Albion     | 0:0      | FC Arbroath          |

### Wiederholungsspiele
|                | Ergebnis |                 |
| -------------- | -------- | --------------- |
| FC Dundee      | 4:0      | Albion Rovers   |
| FC Kilmarnock  | 1:3      | Glasgow Rangers |
| Buckie Thistle | 7:2      | Peebles Rovers  |
| FC Arbroath    | 1:3      | Stirling Albion |

## Achtelfinale
Ausgetragen wurden die Begegnungen am 27. Februar 1954. Die Wiederholungsspiele fanden am 3. und 8. März 1954 statt.
|                     | Ergebnis |                     |
| ------------------- | -------- | ------------------- |
| Berwick Rangers     | 3:0      | FC Dundee           |
| Hamilton Academical | 2:0      | Greenock Morton     |
| Hibernian Edinburgh | 1:3      | FC Aberdeen         |
| FC Motherwell       | 4:1      | Raith Rovers        |
| Partick Thistle     | 5:3      | Buckie Thistle      |
| Queen of the South  | 1:2      | Heart of Midlothian |
| Stirling Albion     | 3:4      | Celtic Glasgow      |
| Third Lanark        | 0:0      | Glasgow Rangers     |

### Wiederholungsspiel
|                 | Ergebnis  |              |
| --------------- | --------- | ------------ |
| Glasgow Rangers | 4:4 n. V. | Third Lanark |

### 2. Wiederholungsspiel
|                 | Ergebnis |              |
| --------------- | -------- | ------------ |
| Glasgow Rangers | 3:2      | Third Lanark |

## Viertelfinale
Ausgetragen wurden die Begegnungen am 13. März 1954. Das Wiederholungsspiel fand am 17. März 1954 statt.
|                     | Ergebnis |                     |
| ------------------- | -------- | ------------------- |
| FC Aberdeen         | 3:0      | Heart of Midlothian |
| Hamilton Academical | 1:2      | Celtic Glasgow      |
| Partick Thistle     | 1:1      | FC Motherwell       |
| Glasgow Rangers     | 4:0      | Berwick Rangers     |

### Wiederholungsspiel
|               | Ergebnis |                 |
| ------------- | -------- | --------------- |
| FC Motherwell | 2:1      | Partick Thistle |

## Halbfinale
Ausgetragen wurden die Begegnungen am 27. März und 10. April 1954. Das Wiederholungsspiel fand am 5. April 1954 statt.
|                | Ergebnis |                 |
| -------------- | -------- | --------------- |
| Celtic Glasgow | *2:2 *   | FC Motherwell   |
| FC Aberdeen    | *6:0 *   | Glasgow Rangers |

### Wiederholungsspiel
|                | Ergebnis |               |
| -------------- | -------- | ------------- |
| Celtic Glasgow | *3:1 *   | FC Motherwell |

## Finale
| Celtic Glasgow                           | Celtic Glasgow | FC Aberdeen | FC Aberdeen |
| ---------------------------------------- | --- | --- | ----------- |
| Celtic Glasgow                           | \| Finale \| \| 24. April 1954 in Glasgow (Hampden Park) \| \| Ergebnis: 2:1 (0:0) \| \| Zuschauer: 129.926 \| \| Schiedsrichter: Charlie Faultless \| \| Spielbericht \|              | \| Finale \| \| 24. April 1954 in Glasgow (Hampden Park) \| \| Ergebnis: 2:1 (0:0) \| \| Zuschauer: 129.926 \| \| Schiedsrichter: Charlie Faultless \| \| Spielbericht \|                  | FC Aberdeen |
| Celtic Glasgow                           | John Bonnar – Mike Haughney, Bertie Peacock, John Higgins, Frank Meechan – Bobby Evans, Jock Stein, Sean Fallon, Charlie Tully – Willie Fernie, Neil Mochan Cheftrainer: Jimmy McGrory | Fred Martin – Jimmy Mitchell, Alec Young, Jim Clunie, Dave Caldwell – Jack Allister, Archie Glen, Jackie Hather – Graham Leggat, George Hamilton, Paddy Buckley Cheftrainer: Dave Halliday | FC Aberdeen |
| Celtic Glasgow                           | 1:0 Alec Young (50., Eigentor) 2:1 Sean Fallon (64.) | 1:1 Paddy Buckley (51.) | FC Aberdeen |
| Finale                                   | | |             |
| 24. April 1954 in Glasgow (Hampden Park) | | |             |
| Ergebnis: 2:1 (0:0)                      | | |             |
| Zuschauer: 129.926                       | | |             |
| Schiedsrichter: Charlie Faultless        | | |             |
| Spielbericht                             | | |             |